# Doggererz AG

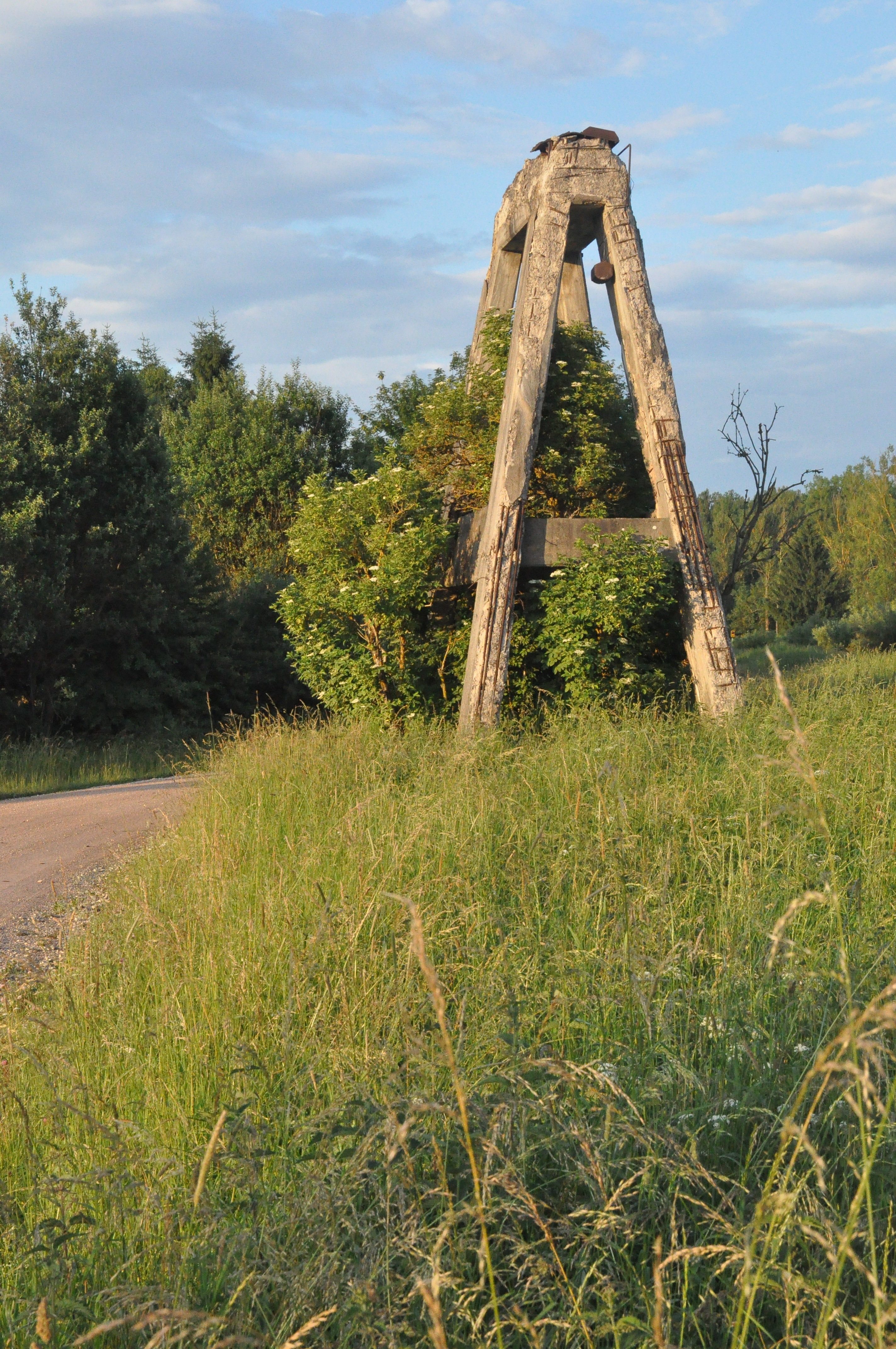
Pfeiler der ehemaligen Förderbrücke der Doggererz AG am Bahnhof Blumberg-Zollhaus (Zustand 2010)

Die Doggererz AG, anfänglich Doggererz-Bergbau GmbH, betrieb von 1937 bis 1942 bei Blumberg, einer Gemeinde im heutigen Schwarzwald-Baar-Kreis in Baden-Württemberg, ein Erzbergwerk. Das im Zuge der Autarkiepolitik des nationalsozialistischen Deutschen Reiches entstandene Bergwerk war das wichtigste Wirtschaftsprojekt, das in Baden zwischen 1933 und 1945 unter staatlicher Mitwirkung entstand.:87f. Trotz umfangreicher Subventionen arbeitete das Bergwerk nie wirtschaftlich. Als 1942 nach den anfänglichen deutschen Erfolgen im Zweiten Weltkrieg Zugriff auf höherwertige Erzlagerstätten bestand, wurde das Bergwerk in Blumberg stillgelegt. Die Errichtung des Bergwerks hatte eine tiefgreifende Umstrukturierung der zuvor landwirtschaftlich geprägten Gemeinde Blumberg zur Folge.

## Vorgeschichte
Blumberg liegt auf der Baar im Urdonautal, das heute von der Aitrach durchflossen wird. An beiden Hängen des Tals tritt ein etwa vier Meter dickes Eisenerzflöz im Braunen Jura – auch Dogger genannt – zu Tage. Die Erzvorräte im Blumberger Gebiet belaufen sich nach Untersuchungen, die ab 1934 durchgeführt wurden, auf 384 Millionen Tonnen; insgesamt sollen im Gebiet zwischen Donau und der Schweizer Grenze 1,5 Milliarden Tonnen Eisenerz lagern.:170ff.
Es bestanden mehrere Gruben, bedeutend waren die obere und untere Grube Eichberg, die im Eichberg, der sich bis nach Achdorf hinzieht und nach dem (2005) auch die Eichberg-Formation benannt wurde, aufgefahren wurde, kleiner waren die Grube Stoberg am Beginn der Länge und die Grube Ristelberg bei Zollhaus. 
Schürfungen nach Eisenerz bei Blumberg sind für 1544 nachweisbar; nach 1661 entstand ein Hüttenwerk, bestehend aus Schmelze und Hammerwerk. Der Betrieb wurde 1725 schrittweise aufgegeben, da die schlechte Qualität zu Absatzproblemen führte und es Schwierigkeiten mit der Wasserversorgung gab.:172f. Zwischen 1897 und 1921 erwarb das in Donaueschingen ansässige Haus Fürstenberg durch Mutung die Areale mit dem höchsten Eisengehalt. Rechtliche Grundlage war das badische Berggesetz von 1890, demzufolge Grundstückseigentümer keine Verfügungsgewalt über Bodenschätze hatten. Die Fürsten von Fürstenberg besaßen im Gebiet von Blumberg als Standesherren hierbei auch nach der Mediatisierung von 1806 ein Vorbaurecht.:191ff.
Als Folge des Friedensvertrags von Versailles verlor das Deutsche Reich 1919 drei Viertel seiner inländischen Eisenerzvorräte; insbesondere die Minettevorkommen in Lothringen. In der Zeit der Weimarer Republik bemühte sich der badische Staat, den Abbau des Eisenerzes auf der Baar zu fördern. 1931 nahm die Gutehoffnungshütte (GHH) in Gutmadingen, zehn Kilometer nordöstlich von Blumberg, ein Erzbergwerk in Betrieb, stellte jedoch infolge der Weltwirtschaftskrise 1932 den Betrieb ein.:201f. Nach der Machtübertragung an die Nationalsozialisten besuchten im April 1934 der badische Ministerpräsident Walter Köhler sowie Adolf Hitlers Wirtschaftsbeauftragter Wilhelm Keppler zusammen mit dem GHH-Vorstandsvorsitzenden Paul Reusch das Bergwerk. Auf Drängen der Politiker nahm die GHH im Mai 1934 den Betrieb wieder auf.:203
Das nationalsozialistische Regime förderte die Ausbeutung einheimischer Erzvorkommen. Die deutsche Schwerindustrie bezog rund zwei Drittel ihres Erzbedarfs aus dem Ausland, was zum deutschen Handelsbilanzdefizit beitrug und als Risiko für den Fall eines Krieges angesehen wurde. Bedingt durch die anziehende Konjunktur und den Stahlbedarf bei der Aufrüstung der Wehrmacht schrumpften die deutschen Erzvorräte im Sommer 1936 erheblich zusammen. Hitler kündigte im August 1936 eine radikale Verschärfung des Autarkiekurses an und befahl, „die deutsche Eisenproduktion auf das außerordentlichste zu steigern.“ Zur Durchführung dieser Autarkiebestrebungen gab Hitler im September 1936 die Aufstellung eines Vierjahresplanes bekannt. Dessen Ziel war es, bis 1940 die wirtschaftliche und militärische Kriegsfähigkeit durch Autarkie und forcierte Aufrüstung zu erreichen. Organisatorisch verantwortlich hierfür war die neugeschaffene Vierjahrenplanbehörde unter der Führung von Hermann Göring.
Teil dieses Vierjahresplans war die Steigerung der innerdeutschen Eisenerzgewinnung und deren Verhüttung. Neben der Schaffung der Reichswerke Hermann Göring zur Gewinnung und Verarbeitung der Eisenerzvorkommen bei Salzgitter war ein weiterer Schwerpunkt die Ausbeutung der Doggererz-Vorkommen.  Paul Pleiger, Hauptreferatsleiter für Metalle im Vierjahresplan, stellte im Januar 1937 die Förderziele auf: Bis 1941 sollte der Abbau inländischer Eisenerze von 2 Millionen auf 3,7 Millionen Tonnen gesteigert werden. 1,05 Millionen Tonnen hiervon sollten in der Baar gefördert werden.:44f, 49 Göring erklärte am 16. Juni 1937 vor Vertretern der Eisen- und Stahlindustrie die das Segment Eisen und Stahl betreffenden Pläne wie folgt::57

„Ich werde rücksichtslos vorgehen und gesetzliche Bestimmungen erlassen, daß Eisen aus der deutschen Erde in größtmöglichem Umfange herausgeholt wird. Wie die Eisenvorkommen entdeckt werden, ob mit der Wünschelrute oder sonstwie, ist mir gleichgültig. Es ist auch nicht entscheidend, was für Kosten in der Eisengewinnung entstehen.“

## Qualität des Doggererzes
Der Eisengehalt des Erzes von der Baar liegt bei etwa 20 Prozent und damit unter denen der Vorkommen in Lothringen (35 Prozent) oder Schweden (60 Prozent). (Zum Vergleich: Die Untergrenze für die Abbauwürdigkeit von Eisenerzen wird heute mit 32 % Eisengehalt angegeben. In der Vergangenheit lag dieser Wert allerdings deutlich niedriger und wurde etwa im Jahre 1955 noch mit ca. 18 % beziffert.) Problematisch war der hohe Kieselsäuregehalt der Erze von 23 Prozent, der bei der klassischen Verhüttung zu einer aufwändigen Vorbehandlung der Erze zwang. Die wirtschaftliche Verhüttung solcher Erze mit saurer Schlackeführung wurde erst Mitte der 1930er-Jahre durch das Paschke-Peetz-Verfahren möglich.:63f.

## Doggererz-Bergwerk

### Aufbau
Bereits Ende 1933 hatte Hermann Röchling, Mehrheitsgesellschafter der Völklinger Hütte im Saargebiet, gegenüber der badischen Landesregierung sein Interesse an den Eisenerzen der Baar bekundet. Röchling befürchtete, von der Versorgung mit lothringischer Minette abgeschnitten zu werden, falls sich bei der 1935 anstehenden Volksabstimmung über die Zukunft des Saargebiets die Wähler für eine Rückkehr zum Deutschen Reich entscheiden und damit die bisherige wirtschaftliche Anbindung des Saargebiets an Frankreich entfallen würde.:61 Der Historiker Wolf-Ingo Seidelmann charakterisiert Röchling als „geübte[n] Subventionsritter, der politische Stimmungen zum eigenen Vorteil zu nutzen verstand“. Eine Rede Röchlings im August 1933 könne „nur als Abrechnung mit der Demokratie und als persönliches Bekenntnis zum Nationalsozialismus gewertet werden“.:44f 1934 gründete Röchlings Unternehmen zusammen mit dem Neunkircher Eisenwerk die Arbeitsgemeinschaft Neunkirchen-Völklingen für Doggererze; beide Unternehmen steuerten jeweils die Hälfte des Kapitals von 2 Millionen RM bei. Formell gleichberechtigte Eigentümer des Neunkircher Eisenwerks waren die Gebrüder Stumm und Otto Wolff; über eine indirekte Beteiligung übte Wolff einen beherrschenden Einfluss auf das Unternehmen aus.:42
Am 28. Mai 1936 wurde die Arbeitsgemeinschaft in die Doggererz-Bergbau GmbH umgewandelt, um die zur Verleihung von Bergwerkseigentum erforderliche Rechtsform zu haben. Unter staatlichem Druck beteiligten sich im Dezember 1936 auch die Vereinigten Hüttenwerke Burbach-Eich-Düdelingen, die Dillinger Hütte sowie die Halbergerhütte an der GmbH. Alle drei Unternehmen aus dem Saargebiet befanden sich mehrheitlich im Eigentum luxemburgischer oder französischer Gesellschafter und hatten kein Eigeninteresse an Doggererzen, da sie über eigene Bergwerke in Lothringen mit höherwertigen Erzvorkommen verfügten.:75ff.
Die Verhandlungen zwischen dem Bergbauunternehmen und dem Haus Fürstenberg über einen Konzessionsvertrag zogen sich über Jahre hin. Eine im Mai 1934 getroffene Vereinbarung betraf nur den Probeabbau einer geringen Eisenerzmenge. 1938 weigerte sich Doggererz-Bergbau, Nebenverträge zu unterschreiben, mit denen das Haus Fürstenberg, selbst im Besitz von Steinbrüchen, verhindern wollte, dass das Bergbauunternehmen in den regionalen Schottermarkt eindrang. Zudem sollte der Ausschank von Fürstenbergischem Bier in den Werkskantinen geregelt werden. Eine endgültige Regelung erfolgte im April 1940; dabei erwarb die Doggererz AG vom Haus Fürstenberg zwei Waldgrundstücke mit einer Gesamtgröße von 187 Hektar.:63–69:54

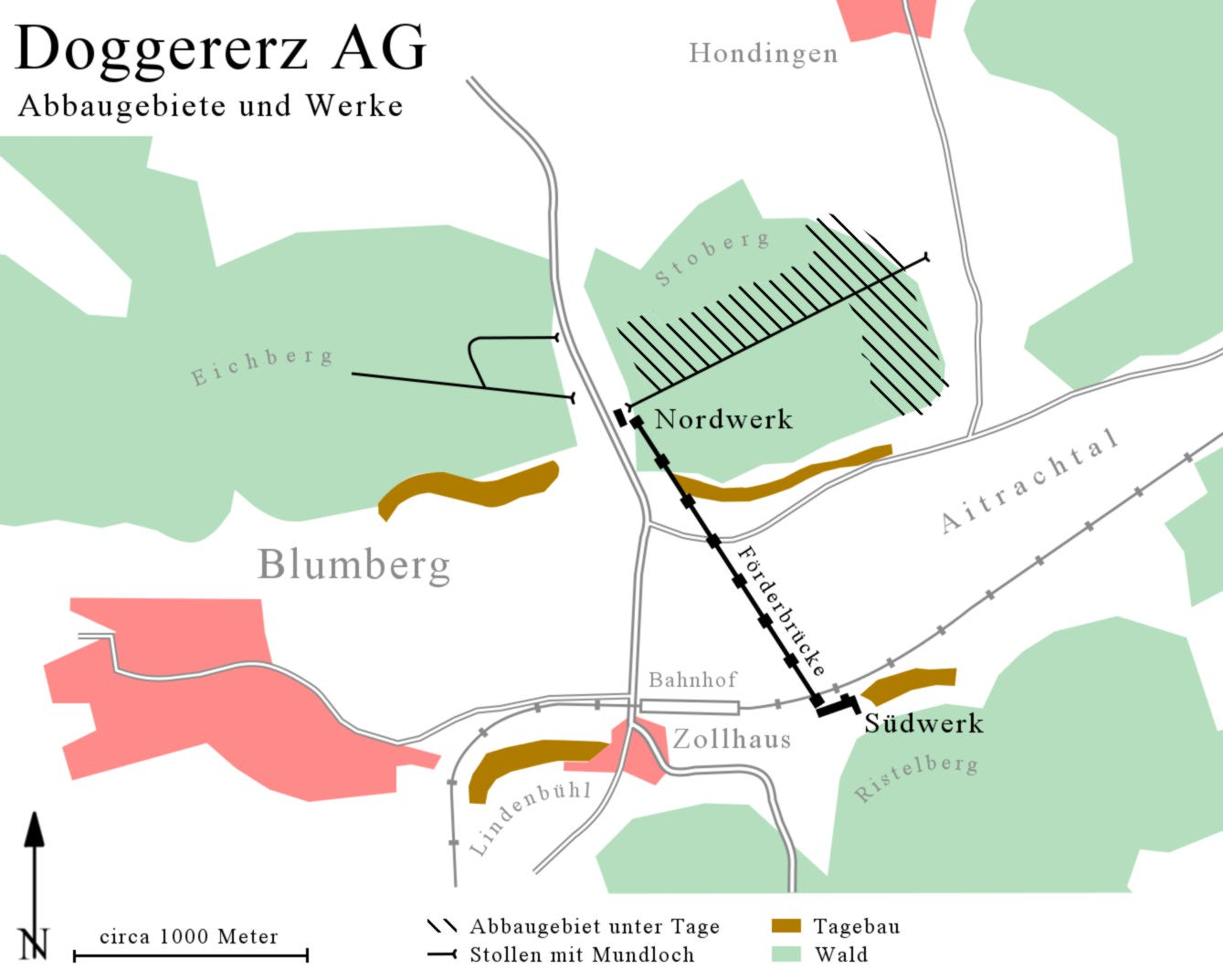
Abbaugebiete und Werksanlagen der Doggererz AG

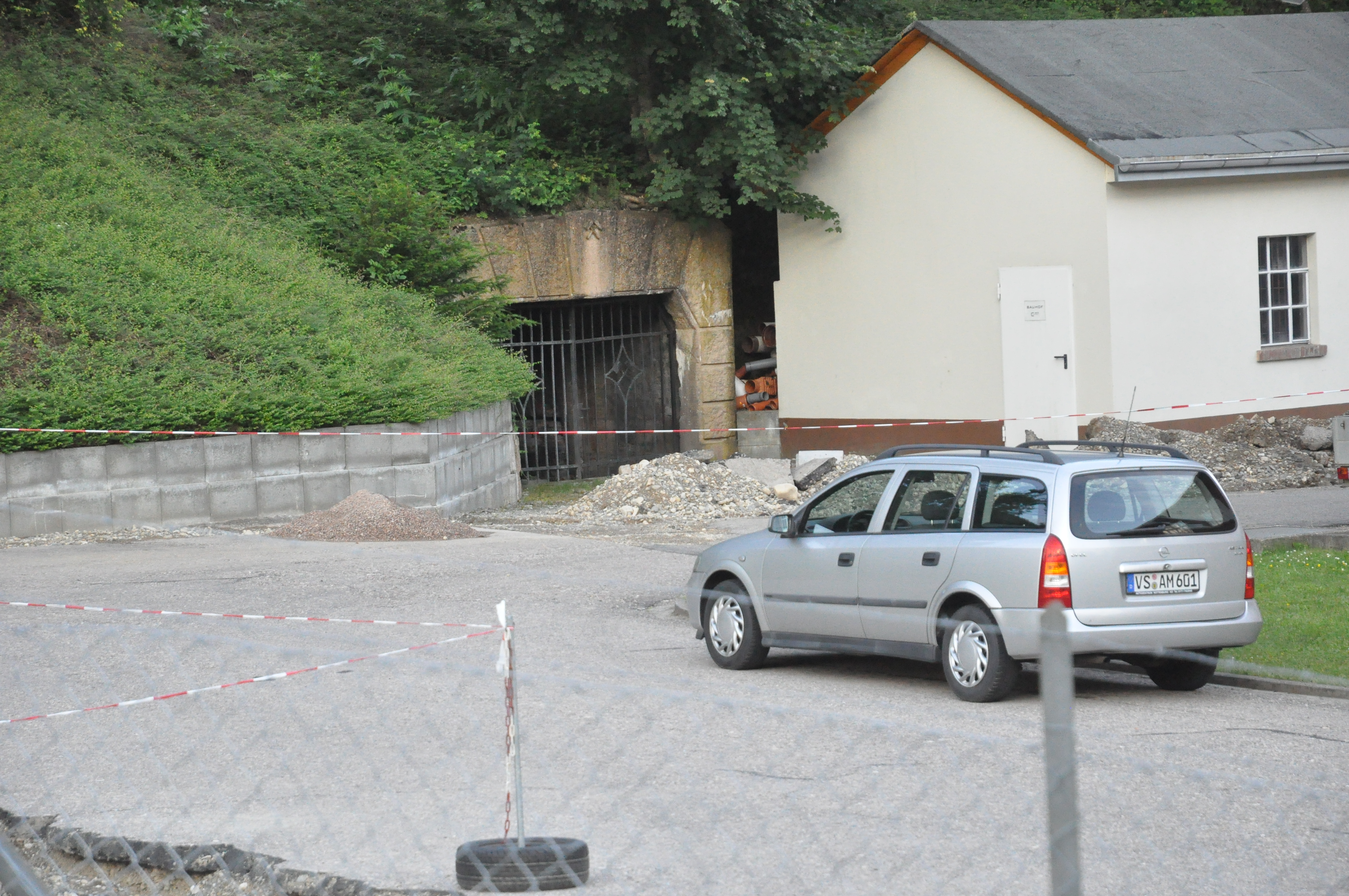
Mundloch des unteren Stobergstollens (Zustand 2010)

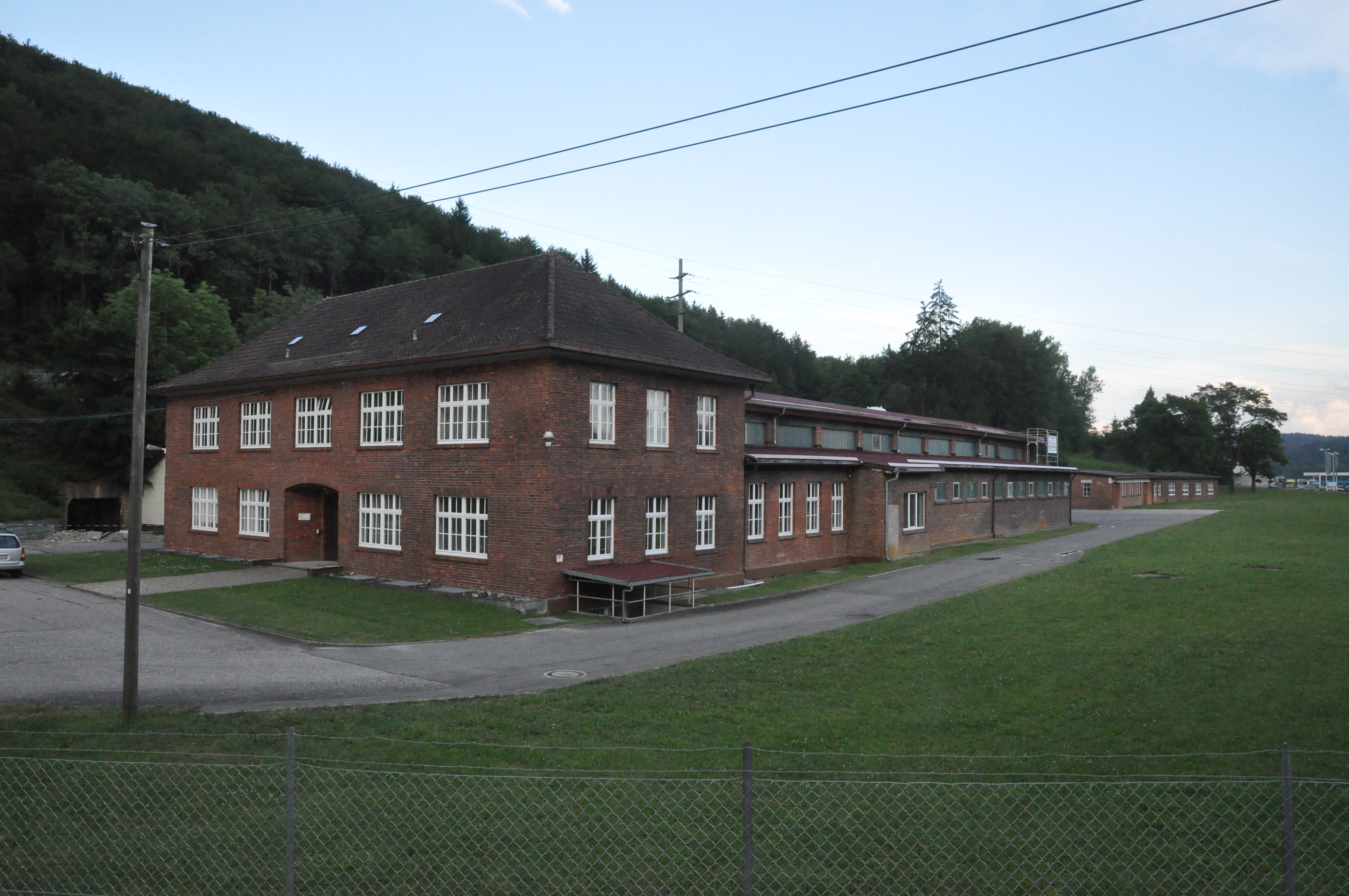
Verwaltungsgebäude mit Waschkaue im Nordwerk (Zustand 2010)

Ab Anfang 1934 explorierte der Röchling-Mitarbeiter Wilhelm Lillig die Eisenerzlager im Gebiet von Blumberg. Dabei wurden 300 Bohrungen mit 17.000 laufenden Bohrmetern niedergebracht sowie zahlreiche Schürfgräben angelegt; die Bohrungen kosteten über 500.000 RM.:171 Da der weit überwiegende Teil des Eisenerzes im Untertagebetrieb abgebaut werden musste, wurden 1934 und 1935 zur Aus- und Vorrichtung der Lagerstätte an mehreren Stellen Stollen vorgetrieben: Im Eichberg (nördlich von Blumberg), im Stoberg (nordöstlich von Blumberg) sowie im Ristelberg (südöstlich des Bahnhofs Zollhaus der Wutachtalbahn).
Bis Oktober 1935 wuchs die Belegschaft in Blumberg auf über 290 unter Tage beschäftigte Personen an. Ungelernte Kräfte kamen meist von der Baar, in der die hohe Arbeitslosigkeit angehalten hatte. Ab Dezember 1934 warb Lillig erfahrene Bergleute von der Saar, später auch von der Ruhr an. Der Tageslohn der Hauer betrug 5,50 RM im Förderbetrieb und 4,25 RM beim Stollenvortrieb. An Ruhr und Saar lagen die Löhne zwischen 6,95 und 7,80 RM; auch hatten die vermittelnden Arbeitsämter deutlich höhere Löhne in Aussicht gestellt.:71 Ein Teil der Bergleute von der Saar war auf Initiative Hermann Röchlings:121 und des dortigen Gauleiters Josef Bürckel im Zuge einer umfassenden „Säuberungsaktion“ entlassen worden, da sie bei der Saarabstimmung gegen eine Rückkehr zum Deutschen Reich gestimmt hatten. Im „als Strafkolonie begriffene[n] Blumberg“ bildeten diese Saarbergleute den „Humus der Unzufriedenheit“, so der Historiker Klaus-Michael Mallmann.
Waschkauen und Verpflegungsmöglichkeiten fehlten bis Ende 1935; die Bergleute fanden Unterkunft als Untermieter bei Bauern, die für Kost und Logis ungefähr die Hälfte des Monatslohns der Bergarbeiter berechneten.:66 Von 65 Hauern, die zwischen Dezember 1934 und August 1935 eingestellt worden waren, hatten 52 bis Oktober 1935 Blumberg wieder verlassen.:72 Die Geheime Staatspolizei in Karlsruhe führte dies auf die Tätigkeit „kommunistischer Zersetzungszellen“ zurück: „Insbesondere die aus dem Saargebiet stammenden Bergleute versuchen nach rein kommunistischen Methoden ihre Arbeitskollegen unter dem Hinweis auf die geringen Löhne und primitiven Wohungsverhältnisse zur Unzufriedenheit aufzuhetzen“. Ingenieur Lillig sah „viele arbeitsunwillige asoziale Elemente“ am Werk und forderte, „hier säubernd einzugreifen und Sorge dafür zu tragen, daß solche Elemente unschädlich gemacht werden“. Die Unterbringung und Verpflegung der Bergleute bei den Bauern kritisierte Lillig mit den Worten: „Allgemein kann gesagt werden, daß der Bauer von der Baar nicht gerade übermäßig sauber ist“. Zu einer anderen Einschätzung kam das Villinger Arbeitsamt, dem zufolge es keinen Zweifel am Arbeitswillen der Arbeiter gebe und „es wundernehmen muß, daß überhaupt die Arbeit noch weiter durchgeführt wird und daß noch keine offene Revolte ausgebrochen ist.“ Die Ursache der Missstände sah das Arbeitsamt bei Lillig, der auf soziale Fragen völlig „verständnislos“ reagiere. Ein Bericht der Gestapo hielt es für „erklärlich und menschlich durchaus verständlich, dass die Arbeiterschaft ihre Empörung über die schlechten Arbeitsverhältnisse offen zum Ausdruck“ bringe.
Im Dezember 1935 wurden etwa 100 der 300 Arbeiter des Bergwerks entlassen, bis März 1936 sank die Zahl der Beschäftigten auf 118. Lillig verließ ebenfalls Blumberg und wechselte gegen eine Abfindung von 11.000 RM in das Rohstoffamt unter Paul Pleiger. Hintergrund der Entlassungen war ein zu rascher Aufbau des Bergwerks, wodurch Lillig sein Budget erheblich überzogen hatte. Vermutlich wollten die Saarhütten durch einen langsameren Aufbau des Bergwerks auch Druck ausüben, um höhere staatliche Subventionen zu erreichen.:73
Ein Verwaltungsgebäude mit Waschkauen und Werkstätten wurde im Dezember 1935 im sogenannten Nordwerk zwischen Eichelberg und Stoberg eröffnet. Im Herbst 1935 startete der Bau einer 1,6 Kilometer langen Kettenbahn, die auf einer 1040 Meter langen Stahlbrücke, der sogenannten Förderbrücke, das Aitrachtal queren sollte. Die Förderbrücke sollte dem Erztransport vom Nordwerk zum Südwerk dienen; letzteres wurde östlich des Bahnhofs Zollhaus errichtet und umfasste die Aufbereitungsanlagen für das Erz und den Verladebahnhof (▼).:70f.
Kontroversen unter den Gesellschaftern der Bergwerks bestimmten die Planung der Aufbereitungsanlagen. Die Völklinger Hütte favorisierte den Bau von Öfen, in denen dem Eisenerz durch Rösten Wasser und Kohlensäure entzogen wurde und ein leichter transport- und lagerfähiges Röstgut hergestellt wurde. Die Neunkircher Hütte bevorzugte eine weitergehende Aufbereitung des Erzes in einer vom Frankfurter Unternehmen Lurgi entwickelten Anlage, da der Transport von über 70 Prozent tauben Gestein ins Saargebiet unwirtschaftlich sei und die Verwendung des Röstgutes die Hochofenleistung vermindern würde.:78ff. Im September 1936 beschlossen die Gesellschafter den Bau von vier Röstöfen, während eine Einigung über die Lurgi-Anlage vermutlich unter dem Druck der Reichsregierung im Februar 1937 erfolgte.:46 Die Lurgi-Anlage ging im Januar 1938 und damit drei Monate später als die Röstöfen in Betrieb. Der Projektleiter von Lurgi führte die verspätete Fertigstellung darauf zurück, dass die Bauarbeiten von Doggererz-Geschäftsführern vorsätzlich behindert worden seien, um den Röstöfen einen Terminvorteil zu verschaffen.:54 Der Betrieb der Aufbereitungsanlagen hatte eine erhebliche Staubentwicklung zur Folge, was ständige Proteste des Pächters des nahegelegenen Steppacher Hofs zur Folge hatte. Deshalb kaufte die Doggererz AG 1940 den Hof.:135, 157, 309
| Jahr | Belegschaft | Förderung (Tonnen) |
| ---- | ----------- | ------------------ |
| 1934 | 55          |                    |
| 1935 | 126         | 13.634             |
| 1936 | 189         | 20.659             |
| 1937 | 760         | 158.949            |
| 1938 | 1.491       | 438.526            |
| 1939 | 1.586       | 919.736            |
| 1940 | 1.648       | 953.778            |
| 1941 | 1.124       | 918.260            |
| 1942 | 67          | 78.519             |
| 1943 | 20          |                    |

### Betrieb
Mit der Inbetriebnahme der Förderbrücke und des Verladebahnhofs im Südwerk am 15. April 1937 konnte eine kontinuierliche Erzförderung aufgenommen werden. Eine Steigerung der täglichen Fördermenge von 200 bis 300 Tonnen scheiterte am Personalmangel; von den 170 im ersten Halbjahr 1937 eingestellten Bergleuten kündigten 130.:54 In einem Schreiben an Gauleiter Wagner gab die Doggererz-Bergbau im Mai 1938 an, derzeit nur 1200 Tonnen des geforderten Tagessolls von 4300 Tonnen fördern zu können. Die tatsächliche Personalstärke liege bei 526 Mann statt des Solls von 873 Mann. Zwischen Februar und April 1938 habe es bei 316 Neueinstellungen 208 Kündigungen gegeben. Im Herbst 1938 erteilte das Arbeitsamt die Genehmigung, 500 italienische Arbeiter anzuwerben, wodurch sich die Personalsituation entspannte.:328
Um die Fördermenge rasch steigern zu können, wurde im Oktober 1938 die Erzförderung im Tagebau am Südrand des Stobergs aufgenommen. Das Bauunternehmen Baresel baute als Subunternehmer das zu Tage tretende Eisenerzflöz bis zu einer Überdeckung von 15 Metern ab. Am Stoberg wurden bis 1940 Erz abgebaut; weitere Tagebaue waren am Südhang des Eichbergs (Juni 1940 bis Ende 1941), am Ristelberg unweit des Südwerks (Januar 1939 bis Oktober 1940) sowie am Lindenbühl zwischen Blumberg und Zollhaus (1940 bis Ende 1941).:183ff.
Mit Beginn des Zweiten Weltkrieges stellten die Hüttenwerke im Saargebiet mit Ausnahme von Neunkirchen die Produktion ein, da sie unmittelbar an der Grenze zu Frankreich lagen. Um die Produktion zu drosseln, wurde im Oktober 1939 der Tagebaubetrieb vorübergehend eingestellt. Erz aus Blumberg wurde verstärkt ins Ruhrgebiet geliefert, von den dortigen, auf Doggererz nicht eingerichteten Hütten aber nur zögernd abgenommen.:336ff.
Im Untertagebau wurden – begünstigt durch die flächige Ablagerung – die zur damaligen Zeit modernsten Gewinnungsverfahren und -maschinen aus dem Kohlebergbau übernommen und eingesetzt, beispielsweise Kettenschrämmaschinen. Aus Kostengründen kam ausschließlich der Bruchbau zum Einsatz, bei dem die ausgeerzten Abbauräume nicht verfüllt wurden. Zwischen 1938 und 1941 wurden vier Versuche zu unterschiedlichen Abbauverfahren durchgeführt; dabei konnte die Förderleistung pro Mannschicht verdoppelt werden.:14ff. Der Untertagebau wurde durch zahlreiche Verwerfungen behindert, durch die insbesondere nach Regenfällen und während der Schneeschmelze Wasser in die Grube eindrang. Über dem Flöz stand Ornatenton an, der Wasser staute und zu Wassereinbrüchen neigte. Bei Trockenheit kam es zu plötzlichen Abbrüchen in der Firste. Der Untertagebau beschränkte sich auf den Stoberg; in den Gruben Eichberg und Ristelberg wurde kein Erz abgebaut. Bis zur Stilllegung wurden in der Grube Stoberg 6,1 Kilometer und in der Grube Eichberg 730 Meter Strecke aufgefahren.:177–183
Die Zahl der Unfälle pro Schicht im Gesamtbetrieb war bis 1940 ungefähr doppelt so hoch wie im Durchschnitt des deutschen Erzbergbaus. Der schwerste Unfall ereignete sich am 22. März 1940, als sechs Arbeiter von Gestein, das sich aus dem Hangenden gelöst hatte, erschlagen wurden; weitere neun Arbeiter wurden verletzt.:191, 199 Die Unternehmensakten lassen bis Mitte 1940 kaum nachhaltige Aktivitäten der Grubenleitung zur Senkung der hohen Unfallrate erkennen:250 Im Frühjahr 1941 wurde wegen der hohen Unfallzahlen vom Strebbau auf den als sicherer erachteten Pfeilerbau übergegangen.:46
Während des Zweiten Weltkrieges wurden verstärkt Ausländer im Bergwerk eingesetzt, darunter auch Kriegsgefangene und Zwangsarbeiter. 1940 waren unter den 1.480 Arbeitern 815 Deutsche, 391 Italiener sowie 100 Kriegsgefangene.:197 Begünstigt durch die nahe Grenze zur Schweiz flohen viele Zwangsarbeiter: Anfang 1940 wurde eine „nicht unerhebliche Zahl“ tschechischer Arbeiter an der Schweizer Grenze verhaftet. Sie wollten nach Frankreich flüchten, um sich einer dort im Aufbau befindlichen Tschechischen Legion anzuschließen. Mindestens einer der Tschechen wurde vor dem Volksgerichtshof angeklagt. Von 200 polnischen Zwangsarbeitern, die Anfang 1941 nach Blumberg gebracht wurden, waren nach wenigen Monaten 170 geflüchtet.:359 Nach einer Reihe von Sprengstoffdiebstählen wurde, um „abschreckend und erzieherisch auf die Belegschaft einzuwirken“, im Verwaltungsgebäude der Bergwerks eine Strafkammersitzung abgehalten, bei der ein Arbeiter als „Volksschädling“ zu drei Jahren Zuchthaus verurteilt wurde.
Das Verhältnis zwischen dem Bergwerk und den Landwirten der umliegenden Gemeinden war von zahlreichen Konflikten gekennzeichnet: Zwischen 1925 und 1942 ging die landwirtschaftliche Anbaufläche in Blumberg um 15 Prozent zurück. Das Bergbauunternehmen nahm fremde Grundstücke für den Bau von Baracken, für Bohrungen oder Erdaufschüttungen in Anspruch, meist ohne die Eigentümer zu informieren oder Verhandlungen über Entschädigungen aufzunehmen. Anfang 1937 warnte der Blumberger Bürgermeister und NSDAP-Ortsgruppenleiter, Theodor Schmid, das Bergbauunternehmen, es sei mit „einem gemeinsamen gewaltsamen Vorgehen der Grundstückseigentümer […] zu rechnen“, wenn eine Entschädigung der Grundstückseigner ausbleibe. Verhandlungen über Landerwerb blieben wegen der unterschiedlichen Preisvorstellungen oft ergebnislos. Im September 1940 bezeichnete die Kreisbauernschaft das Bergwerk als „Landplage“.
| Erzart                         | Bezugskosten RM/t | Gestehungskosten RM/t Roheisen |
| ------------------------------ | ----------------- | ------------------------------ |
| geröstetes Doggererz           | 14,33             | 109,86                         |
| Doggererz als Lurgi-Konzentrat | 43,55             | 121,45                         |
| Minette aus Lothringen         | 7,92              | 52,42                          |

Trotz erheblicher staatlicher Subventionen gelang nie ein wirtschaftlicher Betrieb des Bergwerks. Von Januar 1939 bis Dezember 1941 zahlte das Deutsche Reich eine Förderprämie von vier RM je Tonne Roherz. Bereits die Aufschlussarbeiten waren vom Arbeitsamt mit drei RM je Tagewerk bezuschusst worden; zudem wurden die Vorleistungen bis Jahresende 1938 vom Reich pauschal mit 3 Millionen RM abgegolten.:192f.
Im April 1941 ordnete das Reichswirtschaftsministerium an, dass nur noch Erze mit sparsamen Koksverbrauch und hoher Grubenleistung gewonnen werden sollten. Hintergrund war ein gravierender Mangel an Kohle im Winter 1940/1941, der durch die Einberufung von Bergleuten zur Wehrmacht im Vorfeld des deutschen Angriffs auf die Sowjetunion weiter verschärft wurde.:327 Ab Oktober 1941 wurde die monatliche Förderung in Blumberg von 75.000 auf 50.000 Tonnen gesenkt.:187f. Das Rüstungsministerium unter Albert Speer beschloss am 23. März 1942 die sofortige Einstellung des Doggererzbaus in Blumberg. Als Grund wurde angegeben, es sei im Krieg nicht zu verantworten, dass arme Erze gefördert werden, während bei guten Erzen die Bergleute fehlten. Am 7. April 1942 wurde die Erzförderung eingestellt.:193f.

### Hüttenwerk

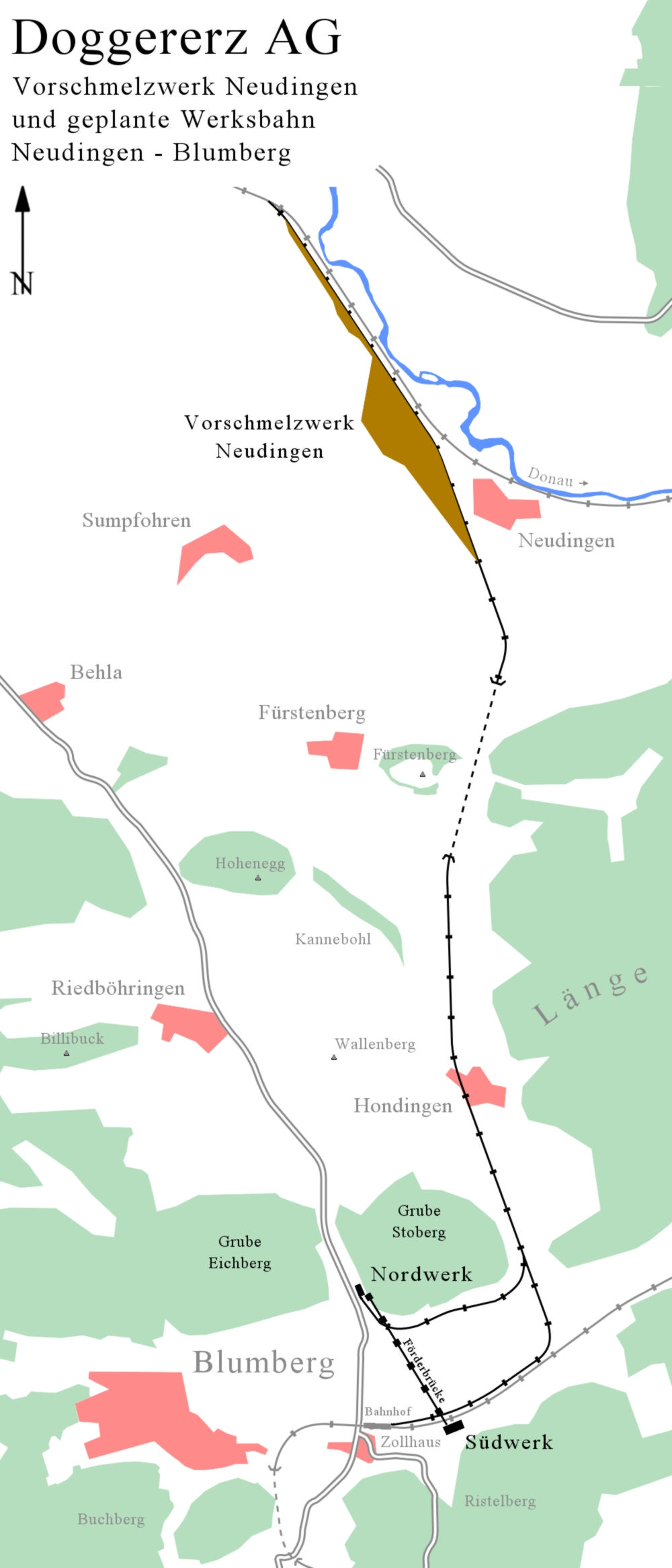
Planungen von 1939/1940 für eine Werksbahn von Blumberg zum Vorschmelzwerk in Neudingen

Am 9. Februar 1939 hatte der Bevollmächtigte für die Eisen- und Stahlbewirtschaftung im Reichswirtschaftsministerium, Hermann von Hanneken, der Doggererz-Bergbau GmbH die Auflage erteilt, in der Baar ein Vorschmelzwerk zu errichten, in dem ein Konzentrat mit einem Eisengehalt von mindestens 90 Prozent hergestellt werden sollte. Hintergrund der Auflage war, dass die in Blumberg errichteten Aufbereitungsanlagen nicht ausreichten, um die gesamte Förderung des Bergwerks zu verarbeiten und das Doggererz mehr Hochofenraum benötigte als die bislang in den Hütten der Saar verwandten Erze. Vorschmelzeisen hatte ein geringeres Transportvolumen; zudem konnten die bislang leer von der Saar in die Baar verkehrenden Güterzüge für den Transport von Saarkohle benutzt werden.:329ff., 344f.:25 Hermann Röchling hatte bereits im Sommer 1935 mit devisen- und rüstungswirtschaftlichen Argumenten für ein Hüttenwerk auf der Baar geworben, gleichwohl seine Ziele betriebswirtschaftlicher Art waren: Staatliche Stellen lehnten eine Erweiterung der Hochofenkapazität an der Saar ab, da im Kriegsfall durch die nahe Grenze zu Frankreich eine Stilllegung oder Zerstörung der Werke drohte. Bei Lieferungen für die Aufrüstung der Wehrmacht erhielten Saarhütten weniger Aufträge als beispielsweise die Unternehmen im Ruhrgebiet. Zudem lag Röchlings Hauptabsatzgebiet in Süddeutschland.:52 f, 182, 190
Das Deutsche Reich war bereit, sich an der Finanzierung der Hütte zu beteiligen. Hierzu wurde die Umwandlung der GmbH in die Doggererz AG beschlossen; das Grundkapital wurde von 2 auf 40 Millionen RM erhöht. Das Reich entschied am 4. Dezember 1940, sich mit 50 Prozent an der Aktiengesellschaft zu beteiligen; die bisherigen Gesellschafter der GmbH konnten die mit 17 Millionen RM bewerteten Sachwerte des Bergwerks einbringen.:25
Eine von Hermann Röchling geleitete Kommission entschied Ende April 1939, das Vorschmelzwerk bei Neudingen, neun Kilometer nördlich des Bergwerks, zu errichten (▼). Neudingen bot große, ebene Flächen auf gutem Baugrund und lag an einer leistungsfähigen Eisenbahnstrecke, der Schwarzwaldbahn. Die nahe gelegene Donau konnte die Wasserversorgung des Werks sicherstellen. Eine Werksbahn sollte das Bergwerk über Hondingen mit dem Vorschmelzwerk verbinden und damit den Umweg über Immendingen um 22 Kilometer verkürzen. Der Fürstenberg sollte in einem 1,5 Kilometer langen Tunnel unterquert werden.:333:188 Widerspruch gegen den Standort Neudingen äußerten der badische Landesbauernführer Fritz Engler-Füßlin und Gauleiter Wagner; beide favorisierten eine Ansiedlung im Aitrachtal unterhalb Blumbergs. Wagner befürchtete, dass die Industrieansiedlung zur „Zerstörung der Struktur eines gesunden Bauerntums“ und zur „Zerstörung des eigenartigen Reizes einer bis jetzt völlig unberührten Landschaft“ führen würde, wollte allerdings wegen der „außerordentlichen Bedeutung des Erzbergbaus“ keinen formellen Einspruch einlegen.
Der erste Spatenstich in Neudingen fand am 29. April 1940 statt. 50 Bauarbeiter errichteten zunächst Werksstraßen, ebneten das Baugelände ein und stellten Wohnbaracken für mehrere hundert Arbeiter auf. Geplant war der Bau von vier Hochöfen mit einer Tagesleistung von 300 Tonnen, von denen drei bis Mitte 1943 fertiggestellt sein sollten. Zudem sollte ein Großkraftwerk und eine Kokerei entstehen. Das beim Verkoken anfallende Gas sollte extern in den württembergischen Industriezentren um Stuttgart, Heilbronn und Ulm vermarktet werden, wozu der Bau eines Ferngasnetzes geplant war. Insgesamt sollten über 75 Millionen RM investiert werden und fast 1.700 Arbeitsplätze entstehen.:337f.:214, 311, 326:53
Mit der Eroberung Lothringens im Zuge des deutschen Angriffs im Westen ab Mai 1940 wurden die Planungen für Neudingen in Frage gestellt. Im August 1940 verfasste der Vertreter des Reichswirtschaftsministeriums im Vorstand der Doggererz AG eine Denkschrift, in der er auf die Vorteile einer Hütte in Kehl hinwies: Kehl verfügte über einen Rheinhafen, war über den Rhein-Marne-Kanal mit den Industrierevieren in Lothringen und an der Saar verbunden und lag an der Eisenbahnverbindung zwischen Blumberg und dem Saargebiet. Damit bestand die Möglichkeit, sowohl importierte Erze, Doggererze, Minette aus Lothringen als auch Erze zweier Gruben im Oberrheingraben zu verhütten. Widerstände gegen eine Hütte in Kehl gingen insbesondere von der Montanindustrie des Saarlands aus, die das Werk als mögliche Konkurrenz sah.:339 Gauleiter Wagner befürchtete, dass die Hütte das Stadtbild von Straßburg als geplanter Gauhauptstadt beeinträchtigen würde. Aus diesem Grund wurde der Standort rheinabwärts nach Auenheim verlegt (▼).:340 Im März 1941 wies Hermann von Hanneken als Bevollmächtigter für die Eisen- und Stahlbewirtschaftung die Doggererz AG an, die Bauarbeiten in Neudingen einzustellen und die Planungen für Auenheim aufzunehmen.
Ab 1. April 1941 bauten französische Kriegsgefangene sowie polnische Arbeiter die in Neudingen errichteten Baracken ab und verlagerten sie nach Kehl. Eine größere Lagerhalle und einige Baracken blieben in Neudingen erhalten und wurden von der Schwarzwald Flugzeugbau Donaueschingen übernommen, ein Unternehmen im Besitz des Hauses Fürstenberg, das im Zweiten Weltkrieg Teile von Lastenseglern herstellte. Seit 1954 wird die Lagerhalle von den Südbadischen Gummiwerken genutzt.:309 Bis zum Abbruch der Bauarbeiten waren in Neudingen 1,3 Millionen RM investiert worden; die Verlagerung der Baustelleneinrichtung nach Kehl kostete weitere 1,1 Millionen RM.:50 Die Hauptverwaltung der Doggererz AG zog am 30. Mai nach Straßburg um. Ende August 1941 wurde ein bislang bestehender Baustopp für die Hütte in Auenheim aufgehoben; in den folgenden Monaten wurden circa 23 Hektar Wald abgeholzt, ein Hafenbecken teilweise ausgehoben, ein Barackenlager für 400 Mann und ein Lagerplatz errichtet sowie ein Gleisanschluss zum Bahnhof Kork an der Strecke Appenweier–Straßburg erbaut. Die Doggererz AG bestellte die Werksanlagen, unter anderem eine Kokerei und ein Kraftwerk und führte mit der Gemeinde Auenheim Verhandlungen über den Grunderwerb.:349f. Nach erhaltenen Grunderwerbsplänen sollte die Hütte eine Fläche von über 200 Hektar entlang von Rhein und Kinzig in den Gemarkungen von Auenheim und Leutesheim einnehmen.
Von der Stilllegungsverfügung des Rüstungsministeriums am 23. März 1942 war auch der Bau des Hüttenwerks in Kehl betroffen. Zu diesem Zeitpunkt waren vor Ort 15 Millionen RM investiert worden. Die Pläne für das Werk wurden an die Berg- und Hüttenwerksgesellschaft Karwin-Trzynietz in Teschen in Oberschlesien verkauft, das im Februar 1943 auch die bereits in der Ausführungsphase befindlichen Bestellungen wie Dampfkessel oder Stromerzeugungsanlagen übernahm. Das Auftragsvolumen belief sich auf über 40 Millionen RM.:351f.

### Abwicklung
Bereits mit der Gründung der Reichswerke Hermann Göring in Salzgitter 1937 und dem Zugriff auf den Steierischen Erzberg nach dem „Anschluss“ Österreichs 1938 hatte das süddeutsche Doggererz seine Schlüsselstellung in der nationalsozialistischen Autarkiepolitik verloren.:60, 62 Der Bedeutungsverlust setzte sich fort, als nach dem Angriff im Westen ab Mitte 1940 die Erzvorkommen Lothringens unter deutscher Besatzung standen. Die Saarhütten mussten wegen einer Abnahmeverpflichtung weiterhin Doggererz verhütten, obwohl dies einen höheren Koksverbrauch zur Folge hatte. Eines der beiden Gutachten, die im März 1942 zur Stilllegung des Bergbaus in Blumberg führte, stammte von Hermann Röchling.:43, 47, 49
Nach der Einstellung der Erzförderung beschloss der Aufsichtsrat der Doggererz AG am 22. April 1942 die Abwicklung des Bergwerksbetriebs, da man nicht davon ausging, den Betrieb später wiederaufnehmen zu können. In den folgenden Monaten wurden Anlagen und Geräte aus der Grube ausgebaut und auf Anordnung des Rüstungsministeriums an kriegswichtige Betriebe abgegeben.:351f. Im September 1942 war die Demontage der Aufbereitungsanlagen im Südwerk beendet. Bis Kriegsende erzielte die Gesellschaft Verkaufserlöse von 18,7 Millionen RM, die als verzinsliche Darlehen an die Gesellschafter überwiesen wurden. 450 Mann der Belegschaft wechselten in den Bergbau im Siegerland, weitere in andere Bergbaureviere, andere wurden zur Wehrmacht eingezogen. Die ins Siegerland versetzten Bergleute erhielten geringere Löhne bei zusätzlichen Kosten durch eine doppelte Haushaltsführung, da ihre Familien in Blumberg blieben. Laut einem Zeitzeugenbericht bettelten hungernde Bergarbeiterfamilien bei Landwirten um Nahrungsmittel.:335
100 Handwerker fanden bei der Firma W. Kopperschmidt und Söhne Arbeit; eine Firma, die Plexiglaskanzeln für Flugzeuge und kleine U-Boote herstellte. Die Firma war nach einer Anordnung des Rüstungsministeriums vom August 1942 von Hamburg nach Blumberg verlagert worden und produzierte mit bis zu 1.250 Mitarbeitern in den Anlagen der Doggererz AG.:43:353 Ab Sommer 1944 wurde die Produktion der Kopperschmidtwerke im Zuge der Untertage-Verlagerung kriegswichtiger Betriebe in den Eichberg-Stollen verlegt.:57 Nach dem deutschen Rückzug aus Lothringen organisierte die Organisation Todt ab November 1944 eine Wiederaufnahme der Erzförderung im Tagebau. Im Januar 1945 wurden die Arbeiten eingestellt, da nach der Besetzung des Saargebiets die Weiterverarbeitung des Doggererzes unmöglich war.:62–64 Hermann Röchling ließ nach seiner Flucht aus dem Saargebiet ab Ende 1944 Pläne zum Bau eines kleinen Hüttenwerks in Blumberg erarbeiten. Die Pläne wurden vom Reichswirtschaftsministerium als unwirtschaftlich verworfen.:63, 65
Nach der Befreiung vom Nationalsozialismus wurde die Doggererz AG am 29. Mai 1945 der Hauptwirtschaftsabteilung der 1. Französischen Armee unterstellt. Die Französischen Besatzungsbehörden ließen Teile der Stollen ab April 1947 sprengen, da sie zuletzt Rüstungszwecken gedient hatten.:355 Bereits bei Kriegsende hatten deutsche Truppen die Eingänge zum Eichbergstollen gesprengt, um einen Zugriff auf den Kopperschmidt-Maschinenpark zu verhindern.:353
Im Rastatter Kriegsverbrecherprozess gegen Hermann Röchling und mehrere seiner Mitarbeiter war das Doggererz-Projekt eine der Begründungen für den Anklagepunkt „Verbrechen gegen den Frieden“, da es der Vorbereitung und Führung der nationalsozialistischen Angriffskriege gedient habe. Röchling wurde in diesem Anklagepunkt in beiden Instanzen freigesprochen; gegen sein Management war der Anklagepunkt bereits im Hauptverfahren zurückgezogen worden. Der Historiker Wolf-Ingo Seidelmann stuft den teilweisen Freispruch Röchlings als „durchaus fragwürdig“ ein und verweist auf sein intensives Werben für einen Hüttenbau auf der Baar bei staatlichen Stellen, das mit militärischen Argumenten untermauert war. Dies lasse nur den Schluss zu, dass Röchling „einen Krieg gegen Frankreich nicht nur billigend in Kauf nahm, sondern sogar guthieß“.:11 f, 383
Mit der Währungsreform von 1948 wurde das Grundkapital der Doggererz AG auf 400.000 DM herabgesetzt. Die Staatsanteile wurden treuhänderisch vom Land Baden verwaltet; die anderen Anteile wurden von vier Saarhütten gehalten. Eine Ausbeutung der Erzlagerstätte fand nicht mehr statt, da die Erzversorgung der Saarhütten anderweitig gesichert war, beispielsweise durch die 1951 gegründete Montanunion. Allerdings ließ das Unternehmen noch 1967 seine Bergbaukonzession um 30 Jahre bis Dezember 1997 verlängern.:371, 376 Das Betriebsgelände und die zahlreichen Fabrikgebäude der Doggererz AG waren im Krieg kaum zerstört worden, was im Nachkriegsdeutschland eine Seltenheit darstellte. Eine Verwertung des Immobilien- und Grundbesitzes wurde zunächst durch die chaotische Situation der Nachkriegszeit mit fehlenden Verwaltungsstrukturen und unklaren rechtlichen Verhältnissen erschwert. Zudem war die Doggererz AG von Demontagen der Besatzungsmacht mitbetroffen, die dem Rüstungsunternehmen Kopperschmidt galten. Spätestens ab Mitte der 1950er Jahre war das Unternehmen zu einer Grundstücksgesellschaft geworden, die 1959 50 Mietshäuser und 300 Hektar Land, darunter 180 Hektar Wald, besaß.:355f.:42:361, 363, 371 Das Unternehmen sträubte sich, seiner Pflicht zur Rekultivierung der Tagebaue nachzukommen. Flächen am Lindenbühl wurden 1953 eingeebnet; der Tagebau am Eichberg wurde 1960 von der Stadt Blumberg gekauft und nie rekultiviert.:372, 374
Nach dem Reichsvermögen-Gesetz (RVermG) von 1961 ging der Staatsanteil an der Doggererz AG an das Land Baden-Württemberg über. 1973 wurde das Unternehmen in eine GmbH umgewandelt, um die erweiterten Publizitätspflichten nach dem Aktiengesetz von 1965 zu vermeiden. Gleichzeitig wurde das Stammkapital auf 100.000 DM herabgesetzt. Die GmbH verkaufte in den 1970er Jahren schrittweise den gesamten Immobilienbesitz. Die damit verbundene Auflösung stiller Reserven führte zu Millionengewinnen, die an die Eigentümer ausgeschüttet wurden. Im Oktober 1979 meldete das Unternehmen beim Amtsgericht Villingen die Liquidation an. Zu diesem Zeitpunkt mussten noch grundbuchamtliche Regelungen vorgenommen werden.:356:94 Im November 1983 wurde das Unternehmen aus dem Handelsregister gelöscht.:376 Die Akten der Doggererz AG befinden sich im Staatsarchiv Freiburg.

## Bergarbeiter-Siedlung Blumberg

### Siedlungsbau
„Sonnige, luftige Wohnungen, zweckmäßige Häuser, breite Straßen, weite Plätze usw. geben der neuen Stadt Gesicht und Charakter und bis zum Jahre 1942 wird der Befehl des Reichsstatthalters ausgeführt sein: dort oben im Randengebiet steht eine völlig neue, vom Lied der Arbeit und dem Gesang der Bohrhämmer erfüllte Industriestadt mit vielleicht 20 000 Einwohnern.“

Blumberg hatte 1936 zwischen 700 und 800 Einwohner in 166 Haushalten; die von der Landwirtschaft geprägte Gemeinde verfügte über ein Jahresetat von knapp 22.000 RM. Nach den Vorgaben des Vierjahresplans sollte das Bergwerk 1940 mit 1600 Beschäftigten arbeiten. Im April 1937 fiel die Entscheidung, die notwendigen Wohnungen konzentriert in Blumberg nahe dem Bergwerk zu errichten. In einem ersten Bauabschnitt sollten bis Juli des Jahres 32 Häuser erbaut werden. Die dabei anfallenden Erschließungskosten von etwa 22.500 RM sollten zunächst aus der Gemeindekasse finanziert werden. Im Juni 1937 erklärte der Blumberger Bürgermeister, die Stadt sei nicht mehr in der Lage, ihren laufenden Verpflichtungen nachzukommen; bis dahin waren 3.000 RM Zuschüsse zu den Erschließungskosten eingegangen.:53
Im Mai 1937 wurde entschieden, bis Jahresende in einem zweiten Bauabschnitt weitere 168 Häuser in Blumberg zu errichten. Die Finanzierung war lange umstritten, da die Doggererz-Bergbau GmbH sich sträubte, ihren höheren Finanzierungsanteil zu übernehmen. Der wesentlich durch die Aufrüstung der Wehrmacht bedingte Mangel an Arbeitskräften und Material verzögerte die Fertigstellung der Wohnhäuser um mehrere Monate.:37 Alle Häuser der ersten beiden Bauabschnitte bestanden aus einer zwei- und einer dreiräumigen Wohnung, wobei die kleinere Wohnung für kinderlose Ehepaare gedacht war. Diese Wohnungen konnten kaum vermietet werden, da es nur wenige kinderlose Ehepaare in Blumberg gab.:51 Zwei weitere Bauabschnitte mit 407 Häusern und 605 Wohnungen wurde zwischen Juni 1938 und 1940 realisiert. Hierbei wurden größere Wohnungen gebaut, wodurch die Mieten auf 32,40 RM bei einem durchschnittlichen monatlichen Nettoverdienst eines Bergmanns von 120 RM (1939) stiegen.:73 Ledige Bergleute lebten weiterhin in Barackenlagern; ein im November 1937 am Bahnhof Zollhaus errichtetes Lager bot Platz für 386 Mann. Im Lager wurden später auch Zwangsarbeiter und Kriegsgefangene untergebracht. Leiter des Lagers und zugleich Wirt der Lagerkantine war ein SS-Hauptsturmführer, der laut einer Zeugenaussage die Insassen terrorisierte.:143, 248, 411
Ab Juni 1938 gingen die Planungen für 1940 von 3.000 Arbeitern im Bergwerk und 10.000 Einwohnern in Blumberg aus. Die hierfür notwendigen 1.100 weiteren Wohnungen wurden nicht mehr erbaut; tatsächlich hatte Blumberg 1940 etwa 5.000 Einwohner.
Der Hauseigentümer und Vermieter für die Bergarbeiter-Siedlung, die Badische Heimstätten GmbH, wies im Dezember 1937 das badische Innenministerium darauf hin, dass sich unter den in Baracken Lebenden 20 Prozent Vorbestrafte befinden würden; anfänglich habe deren Anteil 70 Prozent betragen. Die von auswärts Zuziehenden seien nicht auf ihre politische Zuverlässigkeit überprüft worden. Die Mieter für die Häuser des ersten Bauabschnitts wurden von der Werksleitung zusammen mit dem Kreisobmann der Deutschen Arbeitsfront (DAF) und dem Bürgermeister Schmid ausgesucht. Schmid ließ über einen Mietanwärter ein Gutachten der kriminalbiologischen Sammelstelle in München anfertigen, in dem dieser als „lügenhaft“ sowie „schon als 14jähriger Knabe kriminell und sittlich verwahrlost“:77 dargestellt wurde sowie Gerüchte über die Verwandtschaft des Anwärters kolportiert wurden.
Dem Bericht eines Architekten vom November 1940 zufolge wiesen etliche der neu erbauten Häuser erhebliche Mängel auf: Genannt wurden unter anderem zu dünne und schlecht isolierte Außenwände, frostgefährdete Wasserleitungen, undichte Abortgruben, aus denen Fäkalienwasser in die Häuser eindrang, chronisch verstopfte Sanitäranlagen wegen unterdimensionierter Rohrleitungen, Wassereinbrüche in Kellern bei Niederschlägen sowie Setzrisse an Kaminen. Im April 1941 ordnete der Landrat die Räumung zweier Häuser an, da sie sich in einem gesundheitsgefährdenden Zustand befanden.:53

### Infrastruktur
Der Aufbau der für eine Kleinstadt notwendigen Infrastruktur verlief langsamer als der Wohnungsbau: 1938 waren im Ort drei Kolonialwarengeschäfte, zwei Bäckereien und eine Metzgerei für die Versorgung von 4.000 Bürgern vorhanden. Infolge der schwierigen Versorgungslage kam es zu tätlichen Auseinandersetzungen.:39 Im August 1938 genehmigte die Industrie- und Handelskammer Freiburg 19 neue Einzelhandelsgeschäfte in Blumberg. Die IHK forderte dabei, der Auswahl der Ladeninhaber, „größte Aufmerksamkeit zu schenken. Bei der Zusammensetzung der Arbeiterschaft des Bergwerks muß der Mittelstand Blumbergs politisch und moralisch absolut zuverlässig sein, Das gleiche gilt in finanzieller Hinsicht.“ Bis Februar 1939 konnte laut Angaben des Blumberger Bürgermeisters nicht mit dem Bau von Geschäftshäusern begonnen werden, da die Linienführung der Geschäftsstraße noch nicht festgelegt war.:54, 74 Der Bau einer neuen Schule für 300.000 RM verzögerte sich wegen Material- und Arbeitskräftemangels bis Herbst 1939; im Herbst 1938 wurden 600 Schüler in dem alten, für 150 Kinder ausgelegten Schulhaus sowie in Baracken unterrichtet. Insgesamt investierte die öffentliche Hand 7,7 Millionen RM in Blumberg, hiervon entfielen auf das Reich 4,3 Millionen RM und auf das Land Baden 880.000 RM. Da alle Häuser der Bergarbeiter-Siedlung nicht mit Bädern ausgestattet waren, bestand Bedarf für eine Badeanstalt, deren Realisierung ebenso unterblieb wie die Erweiterung der Kläranlage und der Bau eines Schlachthofes.:74
Im Oktober 1937 hatte Gauleiter Robert Wagner ein Stadtzentrum für Blumberg gefordert, das „Ausdruck nationalsozialistischen Gestaltungswillens“ sei. Zudem regte er die Errichtung repräsentativer Parteigebäude an. Wagner beauftragte den Freiburger Architekten Alfred Wolf, einen Gesamtsiedlungsplan für Blumberg zu erstellen. Zahlreiche Änderungswünsche führten dazu, dass Wolf erst im Frühjahr 1943 der Gemeinde ein Modell ihrer zukünftigen Siedlungsstruktur übergeben konnte. Dem Modell zufolge sollte sich Blumberg bis zur heutigen Bundesstraße 27 erstrecken. In der Stadtmitte waren mehrere Großbauten vorgesehen, darunter ein Rathaus und ein NSDAP-Parteigebäude mit einer Fassadenlänge von jeweils über 120 Meter. Östlich des Stadtzentrums schloss sich ein großzügig dimensionierter Aufmarsch- und Sportplatz an. Die Wohnbebauung war an den Hängen nördlich und südlich des Stadtzentrums vorgesehen. Eine Realisierung von Wolfs Planungen unterblieb.:38, 41

### Nachwirkung

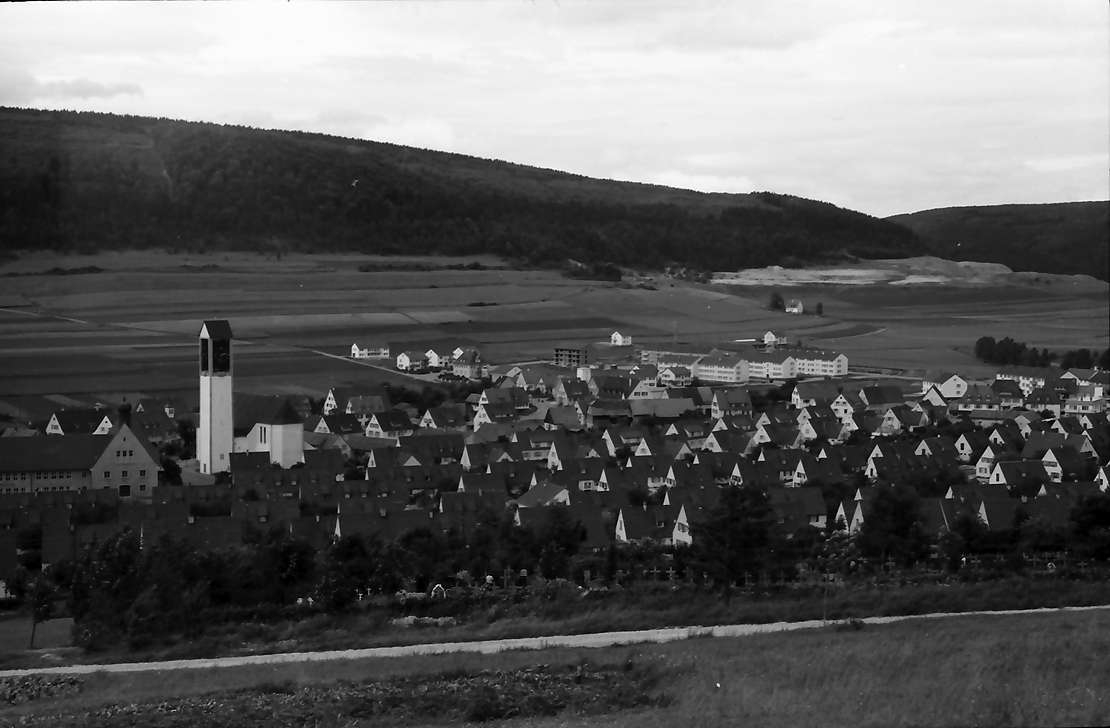
Blumberg 1960.
Im Vordergrund ein Teil der Bergarbeitersiedlung, im Hintergrund rechts der ehemalige Tagebau am Eichberg

Nach der Stilllegung des Bergwerks und den Versetzungen von Bergleuten in andere Reviere standen im Juli 1942 über 200 Wohnungen der Bergarbeiter-Siedlung leer. Dies änderte sich durch die Verlegung der Kopperschmidt-Werke, die bis Kriegsende der Hauptarbeitgeber in Blumberg waren. Im Frühjahr 1943 waren alle Wohnungen belegt; nach den Luftangriffen auf Hamburg im Juli 1943 flüchteten 700 Menschen zu ihren Angehörigen in Blumberg. Im September 1943 erwarb die Otavi Minen- und Eisenbahn-Gesellschaft aus Berlin die Aufbereitungsanlagen der Doggererz AG. Geplant war die Produktion von Ferrovanadium, einem Legierungselement für Edelstahl, das aus der Schlacke der Lurgi-Anlage gewonnen werden sollte. Bis Kriegsende kam keine Produktion zustande.:345 Beim Aufbau des Betriebs wurden 150 Menschen beschäftigt. Im Februar 1945 wurde ein Werk des Unternehmers Alfred Teves nach Blumberg verlegt. Die Teveswerke blieben nach Kriegsende in der Stadt ansässig und entwickelten sich zum größten Arbeitgeber. In der Gegenwart gehört der Ventilhersteller zum Automobilzulieferer TRW Automotive.
Das Verhältnis zwischen Einheimischen und Neubürgern war auch nach dem Ende des Bergbaus von erheblichen Spannungen geprägt. Blumbergs katholischer Pfarrer notierte 1938, die Einheimischen „verstehen sich […] mit den Siedlern absolut nicht. Sie werden auch heute noch als Eindringlinge betrachtet und behandelt.“ Der Direktor des Bergwerks charakterisierte die Ortsansässigen 1947 als „in sich gekehrt und verschlossen“. Das Bergwerk sei auf strikte Ablehnung gestoßen, die Einheimischen hätten die „fremden“ Bergleute offen spüren lassen, dass sie ein Eindringen der Industrie in die abgelegene Gegend ablehnten. Unter der Belegschaft Kopperschmidts galt Blumberg als „furchtbares Nest“ und angeblich „kriminellste Gemeinde von ganz Baden“.
Nach Kriegsende scheiterten mehrmals Anträge der Stadt Blumberg, als Förder- oder Notstandsgebiet anerkannt zu werden. Die Stadt nannte 1949 den Zustand der teilweise nur provisorisch angelegten Wohnstraßen „chaotisch“; in den 1950er Jahren wurde die nicht tief genug gelegte Kanalisation kostspielig umgebaut. Noch 1958 sprach die Stadt von unhaltbaren Zuständen und forderte finanzielle Hilfe. Für die Stadtverwaltung war die andauernde Existenz der Doggererz AG ein Ärgernis, da das Unternehmen über ein Gewerbeflächenmonopol verfügte, die Flächen nur sehr zögerlich verkaufte, hohe Mieten forderte und seine langfristigen Ziele nicht offenlegte, wodurch der Stadt die Aufstellung eines brauchbaren Flächennutzungsplans kaum möglich war.:369, 374
Pläne zum Verkauf der Häuser der Bergarbeiter-Siedlung an die Bewohner Ende der 1950er Jahre stießen auf Schwierigkeiten: Ehemalige Bergleute beriefen sich darauf, ihnen sei bei der Anwerbung zugesichert worden, die Häuser würden nach einer gewissen Zeit in ihr Eigentum übergehen, konnten hierzu jedoch keine Unterlagen vorlegen. Probleme bereiteten die geringen finanziellen Mittel der Eigentümer, die immer noch andauernde Überbelegung der Häuser mit mehreren Haushalten sowie die fehlende staatliche Förderung beim Hauserwerb. Dennoch kam der Verkauf der Häuser Anfang der 1960er Jahre in Gang.
Im Oktober 1952 wurde der Knappschaft- und Invalidenverein Blumberg gegründet, der sich die Betreuung seiner Mitglieder in Renten- und Berufsfragen, die Unterstützung von Hinterbliebenen sowie die Fortführung der Tradition des Bergmannberufs zum Ziel setzte. Zeitweise fast 350 Mitglieder, gehörten dem Verein 2002 etwa 90 Mitglieder an. Traditionell legt der Verein im Dezember einen Kranz zu Ehren der Heiligen Barbara, der Schutzpatronin der Bergleute, am Blumberger Bergarbeiterdenkmal „Schwarzer Mann“ nieder. Das von Hermann Röchling gestiftete Denkmal war 1940 eingeweiht worden; im Dezember 1970 wurde es um eine Gedenktafel ergänzt.:13 1999 schloss die Gaststätte Saarstüble, die Anfang der 1950er Jahre in einem Bergarbeiterwohnhaus eingerichtet worden war, lange Zeit ehemaligen Bergarbeitern als Begegnungsstätte diente und in ihrem Namen auf Blumbergs Verbindungen ins Saarland verwies.
Anfang der 1990er Jahre waren noch fünf Mundlöcher der Stollen am Eichberg und Stoberg in teilweise beschädigtem Zustand vorhanden und kleine Teile der Stollen begehbar. Konzepte zur Sanierung und Nutzung der Stollen in einem Bergwerksmuseum wurden nicht realisiert.